# Iris imbricata
Iris imbricata là một loài thực vật có hoa trong họ Diên vĩ. Loài này được Lindl. miêu tả khoa học đầu tiên năm 1845.